# Zhang Xiangxiang
Zhang Xiangxiang (n. 16 iulie 1983, Longyan⁠(d), Republica Populară Chineză) este un halterofil ce a reprezentat Republica Populară Chineză, medaliat olimpic. A participat la 2 ediții ale Jocurilor Olimpice (2000, 2008) în care a câștigat o medalie de aur și o medalie de bronz.